# 天主教壘固教區
天主教壘固教區 （拉丁語：Dioecesis Loikavensis）是羅馬天主教的一個教區，位於緬甸克耶邦，面積11,670平方公里。受東枝總教區管轄。
1988年11月14日升為教區。現任主教為斯蒂文•德吉佩。2006年有28個堂區、62,083教友、63名司鐸。

## 歷任主教
- 范登文（1988年11月14日——2014年4月26日）
  - 斯蒂文•德吉佩（宗座署理，2014年4月26日——11月15日）

- 斯蒂文•德吉佩（2014年11月15日——）